# Symeon Seth
Symeon Seth (auch Simeon Seth) aus Antiocheia war ein Gelehrter am Hof der Kaiser des Byzantinischen Reichs im 11. Jahrhundert.

## Werke
Bekannt ist Symeon Seth vor allem durch drei Schriften, die häufig abgeschrieben und erweitert wurden: sein Fabelbuch, seine Naturkundliche Zusammenschau und seine Ernährungskunde. Das Fabelbuch, das den Titel Stephanites und Ichnelates trägt, schuf er auf Geheiß des Kaisers Alexios I. und machte damit ein aus dem Orient stammendes Werk in griechischer Übersetzung zugänglich. In diesem Buch weisen zwei Tiere, Kalila (griechisch Stephanites) und Dimna (Ichnelates), in immer neuen und mehrfach verschachtelten Tierfabeln Wege zu einem gelingenden Miteinander auf. Die Vorlage der späteren Versionen, auch der des Symeon Seth, war dabei letztlich eine alte, einem Bidpai zugeschriebene Version des indischen Panchatantra, die im 6. Jahrhundert in das Mittelpersische, daraus ins Syrische und in der Mitte des 8. Jahrhunderts unter dem Titel Kalīla wa Dimna ins Arabische übertragen wurde, aus dem Symeon Seth das Buch ins Griechische übersetzte.
Die Naturkundliche Zusammenschau stellt in fünf Bücher das Grundwissen zum Thema zusammen: Das erste Buch behandelt die Erde, das zweite die Elemente, das dritte den Himmel und die Sterne, das vierte Materie, Form, Natur und Seele (Sinneswahrnehmung) und das fünfte schließlich die letzte Ursache und die göttliche Vorsehung.
Die Ernährungskunde mit dem Titel Sammlung in alphabetischer Reihenfolge der Eigenschaften von Lebensmitteln ist Kaiser Michael VII. gewidmet. Dem Vorwort zufolge stellt der Autor aus griechischen, arabischen und indischen Quellen Nahrungs- und Genussmitteln und deren Wirkung auf den Körper vor; insgesamt bietet das Werk in über 150 Kapiteln eine Zusammenstellung von Lebens- und Genussmitteln, die grob alphabetisch von Alpha bis Omega sortiert ist – also ein A und O vom Essen und Trinken. Ziel des Autors ist es dabei, zu erklären, wie man durch richtige Ernährung bei guter Gesundheit bleibt; es zählt damit zu den Werken der Byzantinischen Medizin als Teil der Medizin des Mittelalters. Wie in seinem Fabelbuch erweist sich Symeon Seth auch in diesem Werk als bedeutender Vermittler zwischen der arabischen und der byzantinisch-europäischen Welt.

### Leben
- Hans-Georg Beck: Geschichte der byzantinischen Volksliteratur. Handbuch der Altertumswissenschaft 12.2.3, München 1971, S. 41–45.
- Herbert Hunger: Die hochsprachliche profane Literatur der Byzantiner. Band 2, Handbuch der Altertumswissenschaft 12.5.2, München 1978, S. 308–309.
- Antoine Pietrobelli, Marie Cronier: Arabic Galenism from Antioch to Byzantium: Ibn Buṭlān and Symeon Seth. In: Mediterranea. Band 7 (2022), S. 281–315 (doi:10.21071/mijtk.v7i.13665)

### Fabelbuch
- Kai Brodersen: Symeon Seth, Fabelbuch, griechisch und deutsch (= Opuscula. Band 2). Speyer 2021, ISBN 978-3-939526-46-9.
- Lars-Olof Sjöberg: Stephanites und Ichnelates (= Studia Graeca Uppsaliensia. Band 2). Stockholm und andere 1962.

### Naturkundliche Zusammenschau
- Armand Delatte: Anecdota Atheniensia et alia. Band 2. Liège/Paris 1939, S. 17–89.
- Kai Brodersen: Symeon Seth: Weltall, Erde, Mensch. Zweisprachige Ausgabe. Speyer 2023, ISBN 978-3-939526-67-4.

### Ernährungskunde
- Kai Brodersen: Symeon Seth, Das A und O vom Essen und Trinken, griechisch und deutsch. Marix, Wiesbaden 2022, ISBN 978-3-7374-1194-3.
- Georg Harig: Von den arabischen Quellen des Simeon Seth. In: Medizinhistorisches Journal. Band 2, 1967, S. 248–268.
- Georg Helmreich: Handschriftliche Studien zu Symeon Seth. Programm Gymnasium Ansbach 1912/13, Ansbach 1913.
- Bernhard Langkavel: Simeonis Sethi Syntagma de alimentorum facultatibus. Leipzig 1868.

| Personendaten    | Personendaten                              |
| ---------------- | ------------------------------------------ |
| NAME             | Seth, Symeon                               |
| KURZBESCHREIBUNG | Gelehrter am Hof der byzantinischen Kaiser |
| GEBURTSDATUM     | 10. Jahrhundert oder 11. Jahrhundert       |
| STERBEDATUM      | 11. Jahrhundert oder 12. Jahrhundert       |